# Ауст
Ауст (фр. Aouste) насеље је и општина у североисточној Француској у региону Шампања-Ардени, у департману Ардени која припада префектури Шарлвил Мезјер.
По подацима из 2011. године у општини је живело 201 становника, а густина насељености је износила 15,67 становника/km². Општина се простире на површини од 12,83 km². Налази се на средњој надморској висини од 205 метара.

## Демографија
| 1962. | 1968. | 1975. | 1982. | 1990. | 1999. | 2011. |
| ----- | ----- | ----- | ----- | ----- | ----- | ----- |
| 252   | 292   | 264   | 268   | 203   | 208   | 201   |

График промене броја становника у току последњих година